# 오버부르크
오버부르크(독일어: Oberburg)는 스위스 베른주의 에멘탈구에 있는 자치체이다.

## 역사
Obrunburg는 1240년에 Obrunburc로 처음 언급되었다.
이 지역에 정착했다는 가장 오래된 증거는 파우가르텐에서 발견된 일부 로마 시대의 동전이다. 정착지의 다른 흔적으로는 바흐홀렌의 요새화, 아레 계곡에서 에메 계곡으로 이어지는 통과 도로, 발트브루에더의 토공 등이 있다. 이 세 진영은 현존하는 기록보다 먼저 존재하지만, 정확한 나이는 알려져 있지않다. 마을 이름은 로트회히에 서 있던 위쪽 성(독일어: Oberburg)에서 따왔다. 성은 아마도 부르크도르프의 낮은 성에서 구별하기 위해 이름을 얻었을 것이다. 성은 아마도 키부르크 백작을 섬기는 가문의 미니스테리알레(봉건 군주를 섬기는 자유 기사) 자리였을 것이다. 가문은 13세기에 언급된 오버부르크 영주 또는 1241년부터 1402년까지 존재한 로르무스 영주일 수 있다. 14세기까지 마을은 키부르크가가 직접 소유했다. 1383~84년의 부르크도르프 전쟁 동안 베른은 키부르크에서 마을을 점령하고, 1408년에 란플뤼의 베른 지방 법원으로 통합했다. 1431년에는 부르크도르프 마을의 부속 마을로 취급되었고, 1525년 베른은 마을을 부르크도르프 시장의 권한 하에 두었다. 1803년에는 부르크도르프 지구의 일부가 되었다..
장크트 게오르크 마을 교회는 1242년에 처음 언급되었다. 현재의 본당은 1497년에 지어졌고, 합창단은 1510년에 지어졌다. 베른 이 1528년에 개신교 종교 개혁을 받아들인 후, 그 수혜권은 베른 시로 넘어갔다. 원래 교회는 부르크도르프, 하이미스빌과 하슬레의 일부를 포함하는 큰 교구 위의 교구 교회였다. 부르크도르프의 마을 교회는 원래 오버부르크의 효도 교회였으나 1401년에 분리되어 자체 교구를 형성했다. 중세 시대에 작은 마을 차메리에는 성 마리아 예배당이 있었지만, 건물은 나중에 철거되어 흔적이 남아 있지 않다.
역사의 상당 부분 동안 오버부르크 위의 언덕은 고립된 소규모 농장으로 가득 차 있었고, 마을은 세 번의 밭작물 윤작을 하는 대규모 농장으로 둘러싸여 있었다. 마을에는 부르크도르프와 하슬레와 공유되는 에메강을 따라 공유지가 있었다. 16세기부터 이 공유된 공유지는 끊임없는 갈등의 근원이 되었다. 오버부르크는 1534~35년과 1545년에 하슬레와 다시 싸웠지만, 대부분의 갈등은 부르크도르프와 싸웠다. 부르크도르프는 1520-21년, 1546년, 1608년에 다시 들판을 병합하려고 시도했다. 그들은 1635년에 숲으로 바꾸려고 시도했고 1619년에 그것을 남용했다. 그들 사이에 토지를 분할하는 계획에 동의했다..
에멘탈을 통과하는 주요 도로는 오버부르크를 통과하여 기업과 산업을 마을로 가져왔다. 17세기에는 해머 밀, 1672년과 1761년에는 와이어 밀, 1771년에 낫 공장, 풀링 공장이 있었다.17세기와 18세기 동안 부르크도르프는 도시의 비시민권자들이 정착하거나 사업을 시작하는 것을 매우 어렵게 만들었고, 그래서 많은 기업가들이 대신 오버부르크에 정착했다. 이에 대한 대응으로 부르크도르프는 오버부르크에서 기업과 산업을 억압하려고 시도했다. 1698년에는 해머밀을 폐쇄하려 했고, 1736년과 1752년에는 각각 정육점과 잡화점을 열지 못하게 했다. 그러나 19세기에는 직조 공장, 주조 공장, 페인트 공장, 기계 공장 등 여러 새로운 공장이 문을 열었다. 가구 공장과 벽돌 공장. 1881년 에멘탈 철도는 오버부르크와 부르크도르프 사이에 역을 개통하여 개발을 더욱 장려했다. 21세기까지 이곳은 주로 농업으로 남아 있던 작은 마을과 개별 농장으로 둘러싸인 대부분 상업과 산업 마을이었다. 1960년대부터 많은 주민들이 부르크도르프나 베른으로 통근했다..
마을에는 3개의 학교 건물이 있으며, 뫼치빌과 뤼첼플뤼의 일부와 함께 학군을 형성한다. 중등 학교는 1913년에 문을 열었다. 1985년에는 장애자를 위한 오베른부르크 워크샵이 시에서 문을 열었다.

## 지리
오버부르크의 면적은 14.14k㎡이다. 이 면적 중 7.88k㎡ (55.8%)가 농업용으로 사용되는 반면 4.7k㎡ (33.3%)는 산림이다. 나머지 토지 중 1.49k㎡ (10.6%)가 정착(건물 또는 도로), 0.06k㎡ (0.4%)가 강 또는 호수이고, 0.02k㎡ (0.1%)는 불모지이다.
건설 면적 중 주택과 건물이 4.7%, 교통 기반 시설이 2.8%를 차지했다. 공원, 녹지대, 운동장이 2.1%를 차지했다. 산림면적 중 32.2%는 산림이 우거져 있고 1.1%는 과수원이나 작은 나무 군락으로 덮여 있다. 농경지 중 19.8%는 농작물 재배에 사용되며, 34.3%는 목초지이며, 1.7%는 과수원이나 덩굴 작물에 사용된다. 시정촌의 모든 물은 흐르는 물이다.
마을은 루터바흐그라벤(루터 개울 계곡)의 에메강의 왼쪽 제방 (샤헨과 우페란텔리 제외)을 따라 뻗어 있으며, 오버부르크, 바일러 마을, 여러 개별 농장과 로르무스와 타넨 지역이 포함된다.
2009년 12월 31일에 시정촌의 이전 구역인 부르크도르프구가 해산되었다. 다음 날 2010년 1월 1일에 새로 설립된 에멘탈구에 합류했다.

## 인구통계
2020년 12월 기준, 오버부르크의 인구는 2,937명이다. 2010년 기준으로 인구의 15.3%가 거주하는 외국인이다. 2000년부터 2010년까지 지난 10년 동안 인구는 3.3%의 비율로 변화했다. 이민은 1.9%, 출생과 사망은 2.1%를 차지했다.
2000년 기준, 인구 대부분인 2,459명(89.7%)이 독일어를 모국어로 사용하며, 세르보-크로아티아어가 82명(3.0%)으로 두 번째로 많이 사용하고, 이탈리아어가 57명(2.1%)으로 세 번째로 사용된다. 프랑스어를 할 줄 아는 사람이 12명, 로만슈어를 할 줄 아는 사람이 한 명 있다.
2008년 기준으로 인구는 남성 48.7%, 여성 51.3%이다. 인구는 1,176명의 스위스 남성(인구의 40.8%)과 226명(7.8%)의 비스위스계 남성으로 구성되었다. 스위스 여성은 1,264명(43.9%), 비스위스계 여성은 215명(7.5%)이었다. 시정촌 인구 중 842명(약 30.7%)이 오버부르크에서 태어나 2000년에 그곳에 살았다. 같은 주에서 태어난 1,170명(42.7%)이 있었고, 259명(9.5%)이 스위스 다른 곳에서 태어났다. 373명(13.6%)이 스위스 이외의 지역에서 태어났다.
2010년 기준으로 아동·청소년(0~19세)이 21.5%, 성인(20~64세)이 62.1%, 노인(64세 이상)이 16.4%를 차지한다.
2000년 기준으로 시정촌에 미혼이거나, 독신인 사람은 1,134명이다. 기혼자는 1,326명, 미망인은 173명, 이혼한 사람은 107명이었다.
2000년 현재 1인 가구는 322가구, 5인 이상 가구는 91가구이다. 2000년에는 총 1,079채(전체의 89.4%)가 상설 임대되었으며, 71채(5.9%)는 계절적 임대, 57채(4.7%)는 비어 있었다.. 2010년 기준 신규주택 건설률은 인구 1,000명당 7.6세대이다. 2011년 시정촌 공실률은 2.39%였다.
역사적 인구는 다음 차트에 나와 있다.

## 국가중요문화재

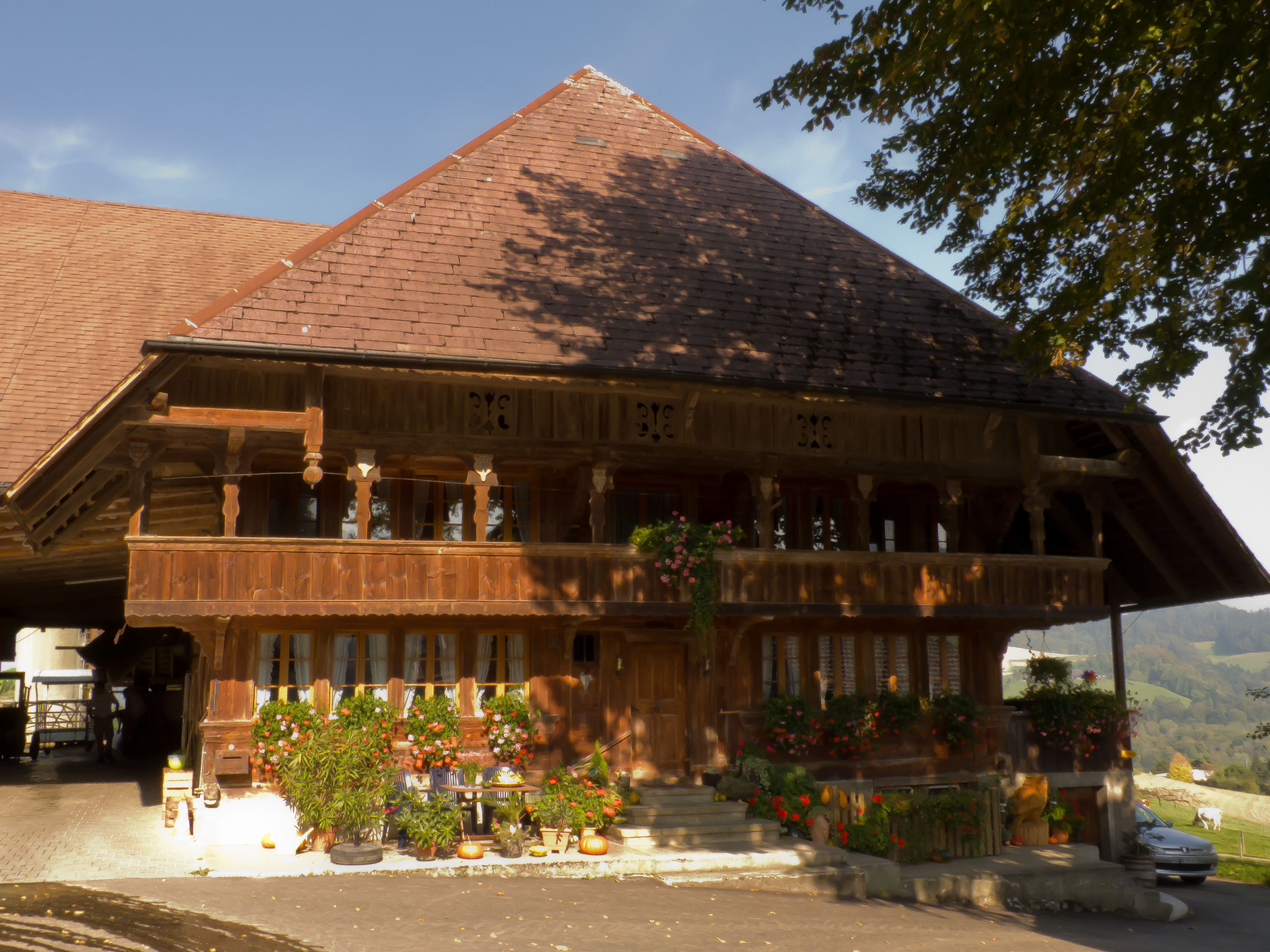
오버부르크의 슈탈든호프

운테레 오시반트스트라세 38에 있는 슈탈든호프 주택은 국가적으로 중요한 스위스 문화유산으로 등재되어 있다. 브리튼발트와 로르무스의 작은 마을은 스위스 유산 목록의 일부이다.

## 정치
2011년 연방 선거에서 가장 인기 있는 정당은 41.1%의 득표율을 기록한 스위스인민당(SVP) 이었다. 그 다음으로 인기 있는 3개 정당은 보수민주당(BDP) (16.2%), 사회민주당(SP) (15.3%), 녹색당 (5.4%)이었다. 이번 연방 총선에서는 총 943표를 득표했고, 투표율은 46.3%였다.

## 경제
2011년 현재 오버부르크의 실업률은 3.37%이다. 2008년 기준으로 시정촌에 고용된 사람은 총 1,218명이다. 이 중 1차 경제 부문에 148명이 고용되었고, 이 부문에 약 54개 기업이 참여했다. 465명이 2차 부문에 고용되었고, 이 부문에 34개의 기업이 있었다. 605명이 3차 부문에 고용되었으며, 이 부문에는 72개의 기업이 있다.
2008년에는 총 993개의 정규직에 상응하는 일자리가 있었다. 1차 부문의 일자리 수는 103개였으며, 모두 농업에 있었다. 2차 부문의 일자리 수는 438개로 그중 304개(69.4%)가 제조업, 126개(28.8%)가 건설업에 종사했다. 3차 부문의 일자리 수는 452개였다. 3차 부문의 경우; 103개(22.8%)는 도소매 판매 또는 자동차 수리, 38개(8.4%)는 상품의 이동과 보관, 25개(5.5%)는 호텔 또는 레스토랑, 13개(2.9%)는 기술 전문가 또는 과학자였다. 35개(7.7%)가 교육에 있었고 176개(38.9%)가 의료에 있었다.
2000년 기준 자치단체로 통근하는 근로자는 836명, 출퇴근자는 1,038명이었다. 지자체는 근로자의 순수출 지자체로, 들어오는 1명당 약 1.2명의 근로자가 지자체를 떠나고 있다. 근로 인구의 12.7%가 대중교통을 이용하여 출퇴근하고, 48.4%가 자가용을 이용하였다.

## 종교
2000년 인구 조사에서 로마 가톨릭 신자는 219명(8.0%)이고, 스위스 개혁 교회는 1,915명(69.9%) 이었다. 나머지 인구 중 정교회 교인은 112명 (4.09%)이었고 다른 기독교 교인은 211명(7.70%)이었다. 이슬람교는 125명(4.56%), 불교가 1명, 힌두교가 22명, 다른 교회에 속한 2명이 있었다. 132명(4.82%)은 교회에 속하지 않고 불가지론자 또는 무신론자이다. 그리고 104명의 개인(3.80%)이 질문에 대답하지 않았다.

## 교육
오버부르크에서는 인구의 약 1,048명(38.2%)이 비필수 고등교육을 이수했으며, 267명(9.7%)이 추가 고등교육(대학 또는 응용학문대학)을 이수했다. 고등교육을 마친 267명 중 71.5%가 스위스 남성, 21.7%가 스위스 여성, 5.2%가 비스위스계 남성이었다.
베른주 학교 시스템은 1년의 의무 없는 유치원, 6년의 초등학교를 제공한다. 이후 3년 동안의 의무적 중학교 과정을 거쳐 학생을 능력과 적성에 따라 구분한다. 중학교 이하 학생들은 추가 학교에 다니거나 견습생으로 들어갈 수 있다.
2010-11학년도 동안 총 330명의 학생이 오버부르크의 수업에 참석했다. 시정촌에는 총 54명의 학생이 있는 3개의 유치원 수업이 있었다. 유치원생 중 18.5%는 스위스 영주권자 또는 임시 거주자(시민권 아님)였으며, 29.6%는 교실 언어와 다른 모국어를 사용한다. 지자체에는 9개의 초등 학급과 174명의 학생이 있었다. 초등학생 중 20.7%는 스위스의 영주권 또는 임시 거주자(시민권 아님)였으며, 27.6%는 교실 언어와 다른 모국어를 사용한다. 같은 해에 총 102명의 학생이 있는 6개의 중등 학급이 있었다. 스위스의 영주권 또는 임시 거주자(시민이 아님)인 21.6%와 교실 언어와 모국어가 다른 28.4%가 있었다.
2000년 현재 오버부르크에는 다른 지자체에서 온 11명의 학생이 있었고 49명은 지자체 외부의 학교에 다녔다.

## 교통

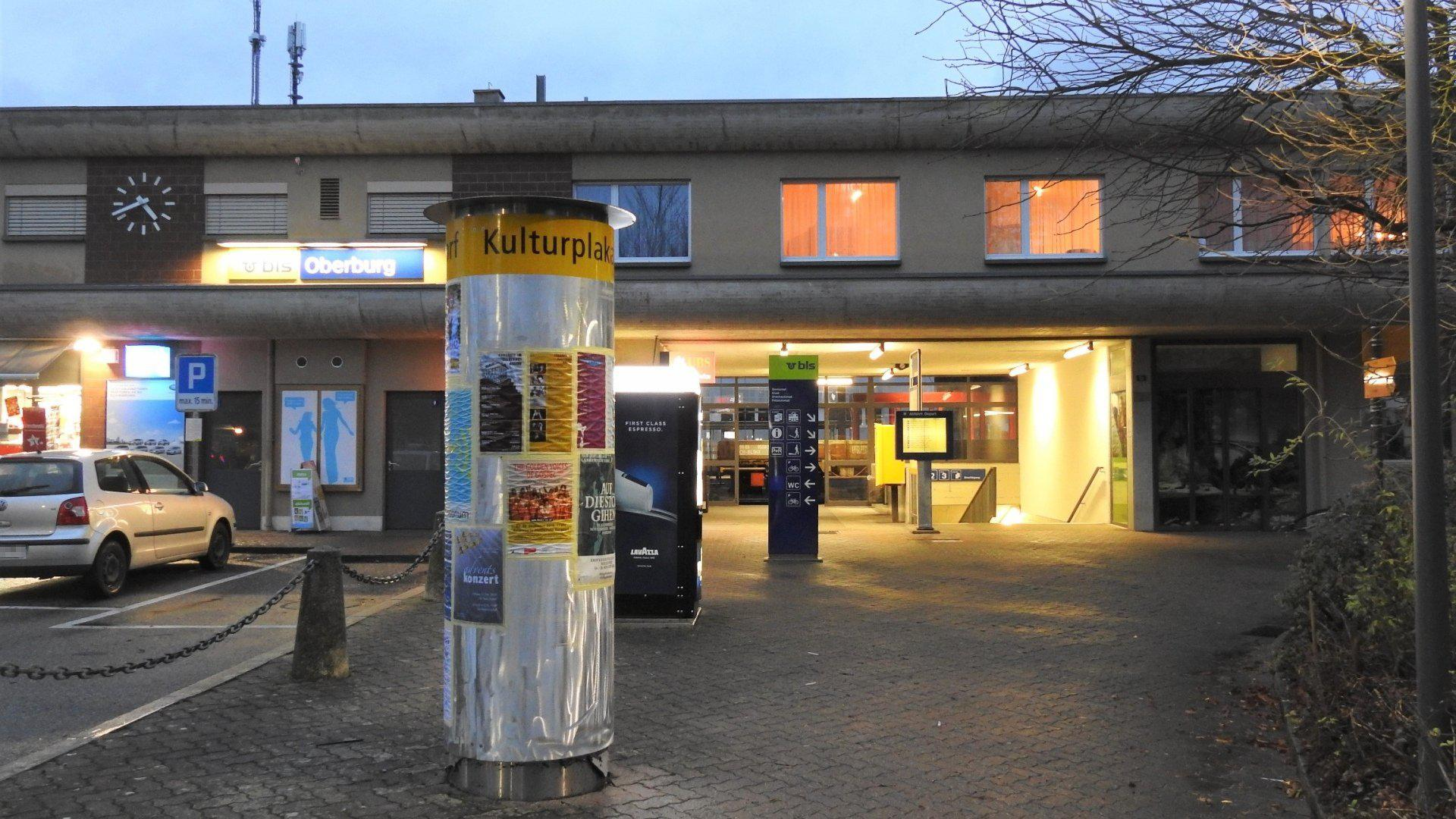
오버부르크역

지자체는 교통이 잘 발달되어 있다. 부르크도르프에서 에멘탈의 랑나우로 가는 주요 도로에 있다. A1 고속도로(베른-취리히)와 가장 가까운 연결 도로는 시내 중심가에서 약 7km 떨어져 있다. 1881년 5월 12일, 부르크도르프에서 랑나우까지의 철도 노선이 오버부르크역(부르크도르프 커뮤니티 그라운드)과 함께 개통되었다. 버스 노선은 부르크도르프 및 쇼핑 밀레 및 차메리, 하슬레-뤼에크자우(임시) 방향으로 30분마다 운행된다.